# Военен кораб
Военен (боен) кораб, или военен кораб е плавателен съд (кораб), който влиза в състава на военноморския флот, имащ възможност да изпълненява бойни или специални задачи. Корабът има въоръжение и друга военна техника, има екипаж, който носи военна служба и плава под военноморски флаг, който определя неговата държавна принадлежност.
За военноморския флот корабите представляват неговия корабен състав, тяхното въоръжение се явява основата на бойните средства на ВМФ. Подводните кораби (подводните лодки) и надводните кораби се отнасят към различни родове войски. Конструкцията на съвременния кораб, като правило, предвижда противоатомна защита: обтекаема форма на надстройките, съответствающи палубни устройства, надлъжни херметични проходи по цялата дължина на корпуса на кораба, антенни устройства с общо предназначение и т.н. Архитектурата на кораба е изпълнена с оглед осигуряване на минимална визуална и радиоелектронна видимост, намаляване на шумността на кораба, на неговите системи, устройства и механизми. Корабът се привежда в движение от паротурбинни, паросилови, дизелови, електрически, газотурбинни или комбинирани (дизел-електрически, дизел-газотурбинни), а от 1950-те години на 20 век – и ядрени енергетични установки. В зависимост от предназначението при проектирането и построяването на кораба се отчитат: типът, количеството, масогабаритните характеристики и разположението на въоръженията, енергетичната установка, летателните апарати, техническите устройства, боеприпасите, горивото, средствата за материално-техническо осигуряване; изискванията към разположението и оборудването на командния пункт и бойните постове, служебните и битовите помещения за личния състав и други. Изхождайки от това се определят главните размери на кораба и неговата водоизместимост. Корабът трябва да обладава високи мореходни качества (устойчивост, ходкост, управляемост и други) и живучест за плаването в сложни условия и за ефективната борба с бойните и аварийни повреди.

## Въоръжение
В зависимост от предзначението, корабите нося различни видове оръжие – ракетни, торпедни, ракетно-торпедни, артилерийски (виж корабна артилерия), противовъздушни, противоракетни и противолодъчни комплекси, минно и противоминно оръжие, средства за РЕБ, а също така и други бойни и технически средства.
Някои от тях носят на борда на кораба самолети (вертолети).
На бойния кораб, като правило, са поставени няколко вида оръжие, от които един е главният, предназначен за решаване на основните му задачи, а останалите са спомагателни, за изпълняване на допълнителни задачи и самоотбрана.
За управляване на оръжието, осигураване на корабоплаването, безопасността на плаването, свръзката, наблюдение за надводната, подводната и въздушната обстановка корабите имат различни радиоелектронни и други технически средства.

## Класификация
В зависимост от средата на придвижване корабите могат да бъдат подводни или надводни. Болшинството от надводните кораби се явяват водоизместващи, при които теглото на водата, изместена от потопената във водата част, винаги е равна на теглото на съда. Освен тях съществуват кораби с динамични принципи за поддържането на плаваемост, например глисери, кораби на подводни крила, на въздушна възлавница, на въздушна каверна, екраноплани. Според типа на енергетичната установка се делят на атомни и с обикновена установка. Всички кораби според своето основно предназначение се подразделят на бойни и специални, според предназначението, въоръжението и водоизместимостта – на класове, а в класовете – на подкласове и типове (проекти).
Различните страни в света използват различна класификация на корабите, променяща се в процеса на развитие на военния флот, затова един и същи кораб в различно време от своето съществуване може да се отнася към различни класове и подкласове. Във ВМФ на РФ, в зависимост от водоизместимостта, въоръжението и предназначението, корабите се разделят на 4 ранга (1-ви ранг е най-висок).

### Бойни кораби
В началото на XXI век във Военноморския флот на Руската федерация се различават следните основни класове бойни кораби:
- подводни лодки,
- авионесни кораби,
- противолодъчни кораби,
- стражеви кораби,
- малки противолодъчни кораби,
- ракетно-артилерийски кораби,
- ракетни крайцери,
- малки ракетни кораби,
- минно-трални кораби,
- десантни кораби.

### Кораби със специално предназначение
Корабите със специално предназначение могат да изпълняват една или няколко специални задачи. Към тях се отнасят:
- разузнавателните
- за мониторинг на обстановката (въздушна, надводна, подводна)
- учебните
- корабите на плаващия тил и специалното осигуряване, в т.ч. плаващи бази за осигуряване на подводните и надводните кораби с оръжие, гориво, прясна вода, продоволствие, електроенергия, а на техните екипажи за почивка
- плаващи технически бази, в т.ч. за презареждане на корабните атомни реактори
- кораби с измервателен комплекс

Военноморските сили на САЩ и Великобритания използват различна класификация за своя корабен състав: виж класификация на корабите на ВМС на САЩ и класификация на корабите по номер на вимпела.

## История
Корабити се появяват в епохата на рабовладелческия строй преди повече от 1200 г. пр. н. е. и изминават дълъг исторически път на развитие от гребните и ветроходните кораби, движението на които се осъществява с помощта на весла и ветрила, построени основно от дърво, имащи на въоръжение метателни машини, таран, лукове и стрели, от 15 – 16 век корабна артилерия, до парните броненосни кораби през 19 – 20 век, построени от желязо, с парни машини и гребни винтове за придвижването им в морето, въоръжени с мощна корабна арттилерия с различен калибър и предназначение, торпедно и минно оръжие. С развитието на науката, техниката и корабостроенето размерите на корабите се увеличават, появяват се различни техни класове – от униреми, триреми, галери, бригове, корвети и др. към броненосци, монитори, дреднаути, разрушители, линейни кораби, подводни лодки, минни, торпедни и ракетни катери. Появяват се дизелни и електрические установки, турбини. В началото на 20 век започват да се строят самолетоносачи, тралчици, а след това десантни кораби. С появата, през 20 век, на ракетното и ядреното оръжие, ЯЕУ, във връзка с научно-техническата революция във военното дело, корабите започват да се въоръжават с ракети с различно предназначение и далечина на полета – балистични, противокорабни, противолодъчни и зенитни. Последващо развитие получават минното и торпедното оръжие, появяват се ракетите-мини и ракето-торпедата. През втората половина на 20 век се появяват корабите с динамичен принцип на плаваемост – на подводни крила, въздушна възглавница, въздушна каверна, екранопланите.
Развитието на корабите върви по пътя на универсалността, многофункционалността, снабдяването им с високоточно оръжие, ефективни средства за навигация, свръзка и управление, радиоелектронни комплекси с различно предназначение, средства за наблюдение на надводната, подводната и въздушната обстановка, комплексно автоматизирано използване на средствата за поразяване на противника, увеличаване на бойната устойчивост и живучестта.